# Manažerská ekonomika
Manažerská ekonomika je věda o aplikování ekonomických teorií a metod v podnikání. Kombinuje tradiční ekonomii s vědami o rozhodování a také s metodami a nástroji kvantitativní analýzy.
Tato věda vznikla v druhé polovině 20. století v Americe, kde začala být vyučována na univerzitách jako samostatný předmět. Cílem manažerské ekonomiky je usnadnit ekonomickým subjektům (podnikatelům, manažerům, ekonomům apod.) rozhodování, které by mělo být dobré a efektivní.
Ekonom William F. Samuelson ve své knize Managerial Economics popisuje tzv. šest kroků k rozhodování, mezi které patří:
1. Definování problému – s jakým problémem se manažer potýká; kdo činí rozhodování; jaký je kontext rozhodování
2. Stanovení cíle – jaký cíl manažer sleduje
3. Zjištění alternativ – jaké jsou alternativní způsoby
4. Předvídání důsledků – jaké jsou důsledky každé alternativy
5. Rozhodnout se – jaký je postup po provedení všech analýz
6. Provedení citlivostní analýzy – jak se změní optimální rozhodnutí, pokud se změní podmínky problému[4]

Manažerská ekonomika se mimo jiné zabývá podnikem a jeho majetkovou a kapitálovou strukturou, nákupní, zásobovací, prodejní a odbytovou činností podniku. Dále se zabývá náklady, výnosy a hospodářským výsledkem, financováním podniku nebo investováním.

## Definice podniku
Podnik je definován jako soubor hmotných, osobních a nehmotných složek podnikání. Je také základní jednotkou, kde se uskutečňuje výroba a poskytují se služby. Základním cílem podniku je dosahování zisku. K tomu, aby byl tento cíl naplňován, slouží finanční řízení podniku. Podnik má několik různých funkcí, například funkci:
- Výrobní – produkování výrobků a služeb
- Dodavatelskou – uspokojování potřeb trhu
- Ekonomickou – tvorba zisku
- Vědeckotechnickou – využití nových technologií a vědeckých poznatků
- Bezpečnostní – bezpečnost práce, ochrana životního prostředí, ochrana majetku[7]

Podniky můžeme členit podle:
- Rozsahu působnosti
- Formy vlastnictví
- Právní formy
- Velikosti
- Výkonů
- Odvětví[8]

## Majetková a kapitálová struktura podniku

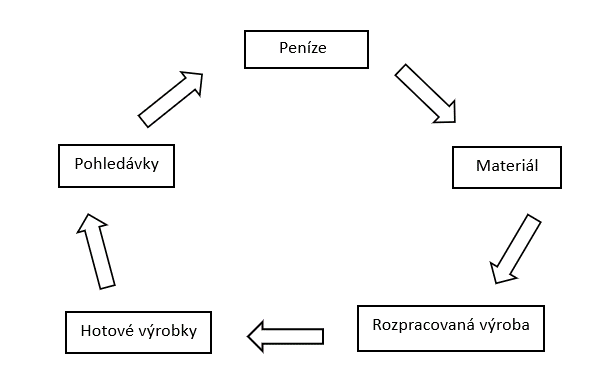
Koloběh oběžného majetku

Majetek podniku vyjadřuje souhrn všech věcí v podniku (peníze, pohledávky apod.) a věcí, které patří podnikateli a využívá je k podnikání. Majetek lze rozlišit do dvou skupin. První skupinu tvoří dlouhodobý majetek, druhou majetek oběžný. Dlouhodobý (investiční) majetek slouží podniku déle než 1 rok a není získáván za účelem prodeje. Můžeme ho rozdělit na dlouhodobý majetek nehmotný, hmotný a finanční. Oběžný majetek je majetek krátkodobý, podniku slouží dobu kratší než 1 rok. Má různé formy, které se neustále mění (obíhají): materiál rozpracovaná výroba, hotové výrobky, pohledávky, peníze. Materiál je klasifikován jako souhrn základního materiálu, pomocného materiálu, provozovacích látek, náhradních dílů a obalů. Použitý materiál se mění na rozpracovanou výrobu. Tou jsou takové produkty, které prošly zpracováním alespoň v jednom výrobním stupni a stále nejsou dokončeny. Hotové výrobky jsou již dokončeny a určeny k prodeji. Pohledávky vznikají neuhrazením za dodání hotových výrobků a po splacení se pohledávky přemění na peníze.
Kapitál vyjadřuje strukturu zdrojů, ze kterých vznikl majetek podniku. Kapitál může mít dvě podoby – vlastní a cizí. Vlastní kapitál vložil do podniku podnikatel, společníci nebo akcionáři. Vlastní kapitál může nabývat věcné nebo peněžní formy. Do věcné formy patří například know-how, budovy nebo pozemky a musí být také vyjádřené v peněžních prostředcích. Cizí neboli úvěrový kapitál je kapitál vložený do podniku věřitelem (například bankou). Ten musí být po určité době věřiteli uhrazen.

## Nákupní činnost
Nákupní činnost v podniku zahrnuje základní, pomocné a obslužné výrobní a nevýrobní procesy. Tyto procesy zajišťuje dodávkami surovin, základních a pomocných materiálů, polotovarů, náhradních dílů. Dále také nákupem výrobků, zařízení nebo služeb. Do oblasti nákupu v podnicích zasahuje také obor marketingu a jeho metody a přístupy.

## Financování podniku
Financování podniku je jedna z nejvýznamnějších činností, protože zajišťuje peněžní prostředky potřebné pro plynulý chod podniku. Součástí financování podniku je finanční management. Jeho obsahem je obstarání potřebného kapitálu ke splnění podnikových cílů a zajištění dostatečného množství peněžních toků, aby byl podnik v platební schopnosti. Finanční management se dále zabývá rozhodováním o rozdělení zisku, rozhodováním o umístění kapitálu nebo řízením ekonomické stránky podniku.
Zdroje financování majetku se člení na vlastní a cizí zdroje financování. Vlastní zdroje tvoří vklady podnikatele nebo investorů, dary a dotace. Mezi cizí zdroje lze řadit například obchodní a bankovní úvěry, dluhopisy, leasing nebo faktoring a forfaiting.